# Pérgamos (Larnaca)
Pérgamos (grec moderne : Πέργαμος) est un village de Chypre de plus de 193 habitants.